# 岡部晃彦
岡部 晃彦（おかべ あきひこ、1943年7月26日 - ）は、元NHKエグゼクティブアナウンサー。

## 人物
群馬県前橋市出身。群馬県立前橋高校、東京大学教育学部教育心理学科卒業。1967年入局。初任地鳥取。岐阜、釧路、京都、名古屋、山形、横浜、日本語センター、広島で勤務し、婦人百科茶の湯、きょうの料理などの教養番組を主に、報道・スポーツなど各種番組を担当した。日本語センターエグゼクティブアナウンサーから日本語センター専門委員。ビジネストークやプレゼンテーション研修、話しことばやアナウンスメントの講義、学生の就職面接の指導。

## 過去の担当番組
釧路局時代
- 奥さんごいっしょに 「知床の初夏」（1978年6月23日）

京都局時代
- 奥さんごいっしょに 「落葉しぐれ大原の里」（1978年12月1日）

名古屋局時代
- ふるさとネットワーク　「永平寺・精進料理のこころ」　～北陸東海スペシャル～　（1983年2月13日）
- お達者くらぶ長寿列島北南「さてもめでたや三河万歳」（1984年01月05日）

広島局時代
- 広島発ラジオ深夜便　（1999年2月27日）（2000年03月24日）

ほか多数